# 岩田ユキ
岩田 ユキ（いわた ユキ）は、日本の漫画家・映画監督・脚本家・イラストレーター・作詞家（白田恵名義）。挿絵（岩田すず名義）

## 人物・来歴
静岡県島田市出身。静岡県立金谷高等学校卒業後、OLとして地元企業に勤務する。その後、名古屋の専門学校に進学し、
卒業後、大阪の文具メーカーでキャラクターデザイナーとして勤務する。
その後東京に移り、セツ・モードセミナーに在学しながら、フリーのイラストレーターとして「nicola」（新潮社）、「KERA」（インデックス・コミュニケーションズ）、「zipper」（祥伝社）等の雑誌で活躍し、学研等ではキャラクターデザイナーとして活動。2000年から映像制作を開始する。イメージフォーラムとENBUゼミナールで映像・脚本を学ぶ（ENBUゼミでの担任講師は中島哲也）。
インディーズ時代はイラストレーターらしいアニメやパペットなどを使ったアート作品が主流だった。
数多くのインディーズ映画祭で受賞し、空気公団などの音楽PVも手がけた。
ぴあフィルムフェスティバル受賞の『新ここからの景』を境に、ヒューマンドラマに作風が移行。
2007年、『檸檬のころ』で長編映画を初監督する。この作品の主題歌「hikari～檸檬のころ～」の作詞を、
作品の主人公・白田恵名義で行う。絵コンテはそのまま漫画として読める程の丁寧な描き込みを行う。
2010年スキマスイッチのドラマPV『８ミリメートル』でショートショートフィルムフェスティバルミュージックショートPV部門最優秀賞受賞。
2011年『指輪をはめたい』監督・脚本。
2018年より漫画家として活動。『おナスにのって』が双葉社漫画アクションカミカゼ賞佳作を受賞
2019年『悪者のすべて』が小学館新人コミック大賞 青年部門入選
2020年より漫画アクションにて『ピーチクアワビ』を連載中

## 主な作品

### 短編映画
- お別れのあいさつ（2000年、監督・脚本・美術・編集）
  - 調布短編映画祭入選
  - ショートブレイク大賞グランプリ

- 僕はコッソリ泣きました（2002年、監督・脚本・美術・編集）　
  - 仙台短篇映画祭市川準監督特別賞
  - 盛岡自主制作映画祭招待作品

- 卵黄のきみ（2002年、監督・脚本・美術・編集）
  - プラネット映画祭入選
  - NHK達人ビデオ大賞入賞
  - ショートショートフィルムフェスティバル大阪招待作品

- プールの母（2002年、監督・脚本・編集）
- ここからの景（2003年、監督・脚本・編集）　
  - PJ映画祭エンタマニア賞
  - 長崎ピースな映像祭最優秀賞・観客賞
  - 長岡アジア映画祭グランプリ
  - 仙台短篇映画祭観客賞
  - さっぽろ映画祭招待作品
  - 盛岡自主制作映画祭招待作品
  - プラネット映画祭入選
  - ぴあフィルムフェスティバル審査員特別賞

- 空気公団PV「旅をしませんか」「通りは夜だらけ」「窓越しに見えるは」（2003年、監督・美術・編集）

- 少年笹餅（2004年、監督・脚本）
  - 伊参映画祭シナリオ大賞中編の部大賞
- ヘアスタイル「おさげの本棚」（2005年、監督・脚本）　
  - スキマスイッチ2009年11月4日発売アルバム「ナユタとフカシギ」初回盤特典映像として本編全5話を収録
  - ショートショートフィルムフェスティバル &アジア2010ミュージックショートPV部門　最優秀賞

### 長編映画
- 檸檬のころ（2007年、監督・脚本）
- 8ミリメートル（5話が配信されたあとに劇場公開）（2009年、監督・脚本）
- 指輪をはめたい（2011年、監督・脚本）

### イラスト
- 陰日向に咲く（2008年、宣伝イラストレーション）

### 漫画
- おナスにのって(2018年)双葉社 漫画アクションカミカゼ賞佳作
- 悪者のすべて(2019年)小学館 新人コミック大賞 青年部門入選
- ピーチクアワビ(2020年)漫画アクション
- おばけ手帖 とぼけた幽霊編 (岩田すず 名義）